# 戦術君
戦術君（せんじゅつくん、1968年（昭和43年） - 2002年（平成14年）10月22日）は、Jリーグ・ベガルタ仙台のサポーター。本名は岩佐芳紀。宮城県山元町出身。
ブランメル仙台時代からの熱狂的なサポーターとして活動した。

## 特徴
1998年頃から始めた、スケッチブックに描かれた「AB1⇒2」「裏からダミーが抜け出せ」「2+2=4 2×2=4」等の応援ボードを掲げて、仙台スタジアムのメインスタンドで常に応援を繰り広げたことから、サポーターのみならずチーム関係者の間でも有名となる。一時は「他の観戦客の迷惑となる」との理由でスタジアム入場禁止措置を執られそうになるが、彼を知る他のサポーターが署名運動を行い処分を撤回させたこともある。
生前はベガルタサポーターのマスコット的存在であったが、没後、彼の奇行ぶりを知らない他チームサポーターを中心に、インターネット上でカリスマ的な扱いに変わってしまったことに対し、ベガルタサポーターからは疑問も投げかけられている。

## 影響
死去した際にはその訃報がスポーツ新聞（日刊スポーツ東北版・2002年10月24日付）に掲載された。
ベガルタ在籍中に親交のあった選手の伊藤壇は、自らのブログで戦術君に対する追悼メッセージを残したことがある。
週刊少年チャンピオンで連載されていたサッカー漫画『ORANGE』（能田達規）では、仙台で行われた試合のスタンドで「2+2=4 2×2=4」のボードを掲げるファンが描かれた。